# Bologna Indoor 1980
Il Bologna Indoor 1980 è stato un torneo di tennis giocato sul sintetico indoor. È stata la 6ª edizione del Bologna Indoor, che fa parte del Volvo Grand Prix 1980. Il torneo si è giocato a Bologna in Italia, dal 17 al 23 novembre 1980.

## Campioni

### Singolare maschile
Tomáš Šmíd ha battuto in finale  Paolo Bertolucci con il punteggio di 7–5, 6–2

### Doppio maschile
Balázs Taróczy /  Butch Walts hanno battuto in finale  Steve Denton /  Paul McNamee con il punteggio di 2–6, 6–3, 6–0